# Педро де Бобадилья
Педро де Бобадилья (или Фернандес де Бобадилья) (? — ?) — кастильский дворянин XV века, отец Беатрис де Бобадилья, придворной дамы и подруги Изабеллы Католички.

## Биография
Сын Хуана Фернандеса де Бобадилья и его жены Беатрис де Корраль. Его отец, Хуан, был солдатом на службе у королей Кастилии Энрике III и Хуана II.
У Педро были братья Родриго Бобадилья, сеньор Бобадилья, и Беатрис Бобадилья, на которой был женат Эрнан Пераса Младший (ок. 1450—1488), сеньоре острова Гомера.
В юности он сопровождал кастильского инфанта Фернандо де Трастамара, когда он был избран королем Арагона, где стал пажом нового монарха. После своего возвращения в Кастилию он оказался на службе у короля Хуана II в войнах в Португалии и Гранаде.
Он женился на Марии Мальдонадо из знатной семьи из Саламанки и сестре Родриго Мальдонадо, сеньора Монлеона.
Позже король Кастилии Энрике IV доверит ему опеку над своими младшими братом Алонсо и сестрой Изабель в замке Македа. С этого времени зародится доверие будущей Изабеллы Католической к Педро, а также дружба с его дочерьми, особенно с Беатрис.
В результате женитьбы последней он участвовал в восстании, произошедшей в Сеговии в 1476 году. Его зять, Андрес Кабрера, был назначен алькайдом Алькасара в Сеговии в 1470 году. В 1476 году Андресу Кабрере пришлось перейти на сторону Изабеллы I и оставить Педро лейтенантом в алькаидии Алькасара. В то время в Алькасаре находилась инфанта Изабелла, единственная дочь и наследница католических монархов. Сторонники Андреса Кабреры в городе воспользовалась этим моментом, чтобы попытаться захватить Алькасар во главе с Алонсо де Мальдонадо, который был лишен звания лейтенанта Алькасара Алькаидия, когда Кабрера был назначен. Покушение было совершено Алонсо де Мальдонадо, вошедшими с оружием, спрятанным в одежде. Им удалось арестовать Педро де Бобадилью, в то время как его доверенные люди укрепились в крепости, имея с собой инфанту Изабеллу. Нападавшие пытались обменять инфанту на Педро де Бобадилья.
Восстания закончились с прибытием в Сеговию Изабеллы Католички из Тордесильяса. Королева приказала передать должность алькайда Гонсало Чакону, который хранил ее несколько лет, прежде чем она была возвращена Андресу Кабрере.
Он умер в неустановленную дату.

## Брак и потомство
От брака с Марией Мальдонадо у него будет трое детей:
- Франсиско Бобадилья (ок. 1448—1502), комендадор католических монархов, конкистадор, 2-й губернатор Индий (1499—1502).
- Изабель Бобадилья, муж — Альваро де Луна-и-Айяла (1440—1519)
- Беатрис Бобадилья, вышла замуж в 1466 году за Андреса Кабреру, валидо Энрике IV, позже 1-го маркиза Мойя.